# Armin Laschet
Armin Laschet (født 18. februar 1961 i Aachen) er en tysk politiker, der var formand for CDU fra januar 2021 til januar 2022. Han var ministerpræsident i Nordrhein-Westfalen fra 2017 til 2021.

## Liv og virke

### Baggrund
Armin Laschet voksede op i en katolsk præget minearbejderfamilie som den ældste af fire brødre. Familien boede i Aachen. På faderens side stammer Laschet fra den tysktalende del af Vallonien i Belgien; hans farfar indvandrede Tyskland i 1920'erne. Hans far Heinrich (født 1934) som var ingeniør i stenkulminen Grube Anna, omskolede sig til lærer i folkeskolen mens moderen Marcella Laschet (født Frings, 1933–2013) var hjemmegående husmor.
Laschet tog sin abitur på Bischöfliches Pius-Gymnasium i Aachen i 1981, og uddannedet sig fra 1981 til 1985 som jurist i München og Bonn.

### Tidlig karriere
Etter juristuddannelsen uddannede han sig som journalist, og arbejede som freelancer for radiokanaler og fjernsynsstationer i Bayern. Han var også videnskabelig rådgiver for præsidenten i Forbundsdagen. Fra 1991 til 1994 var han chefredaktør for Kirchenzeitung Aachen. Stedfortræderen for biskoppen i Aachen gav ham en reprimande for hans referat fra en retsproces mod en sognepræst for dennes seksuelle vold og for at have skrevet om «hans foresattes forsøg på at sløre sagen. Fra 1995 til 1999 var han leder af det katolske forlag Einhard-Verlag GmbH.
1985 giftede han sig med Susanne Malangré, boghandler og datter af forlæggeren Heinz Malangré. Også hendes familierødder er belgiske, men fra det fransksprogede Belgien. Hun kom fra den samme bydel, Burtscheid i Aachen. De to havde kendt hinanden siden barndommen og fra kirkekoret i ungdomstiden. Parret har to sønner og en datter.

### Politisk karriere

#### Parlamentarisk erfaring og leder af delstatsregeringen
Laschet blev som 18-åring medlem af CDU i 1979. Han var medlem af Aachen bystyre (Stadtrat) fra 1989 til 2004. Fra 1994 til 1998 var han medlem af Forbundsdagen og fra 1999 til 2005 medlem av Europaparlamentet. Fra 2005 til 2010 var Laschet Nordrhein-Westfalens minister for ældre, familie, kvinder og integration. Han blev i juni 2010 leder af CDU Nordrhein-Westfalen og fra 18. december 2013 CDUs fraktionsleder i Nordrhein-Westfalens landdag. Laschet har været en af fem stedfortrædende ledere af CDU i Tyskland.
Fra juni 2017 til oktober 2021 var han ministerpræsident (regeringschef) for delstaten i Nordrhein-Westfalen. Laschet trak sig tilbage i 2021 og afløst af Hendrik Wüst 27. oktober.

#### Partileder i CDU
CDU's leder Annegret Kramp-Karrenbauer meddelte 10. februar 2020 at hun ønskede at gå af som partileder. Hun ønskede heller ikke at blive kanslerkandidat ved det næste valg til Forbundsdagen. Dette medførte at partilederhvervet ville blive ledig fra partiets landsmøde fra efteråret 2020.
Laschet erklærede den 25. februar 2020 at han var kandidat til formandsposten i CDU. Landsmødet skulle oprindelig tage stilling til lederspørgsmålet i december 2020. På grund af udbruddet af covid-19 blev landsmødet og formandsvalget udsat til januar 2021.
På CDU's 33. partikongres blev han den 16. januar 2021 valgt til formand for partiet. Han blev valgt i anden runde mod Friedrich Merz. Det gjorde han med et absolut flertal på 521 stemmer mod 466 til Merz. Valgresultatet blev godkendt 22. januar 2021.
Efter CDU's valgnederlag ved forbundsdagsvalget 2021 meddelte Laschet sin afgang 7. oktober. Formandsposten blev 22. januar 2022 overtaget af Friedrich Merz som havde tabte de to foregående formandsvalg til henholdsvis Annegret Kramp-Karrenbauer og Laschet.